# Mach-szám
A Mach-szám (Ma) (kiejtése kb. /mah/, hasonlóan Bach nevéhez) egy dimenziómentes mennyiség, egy objektum haladási sebességének (vagy az áramló közeg áramlási sebességének) és az áramló közeg (folyadék vagy gáz) helyi hangsebességének hányadosa:
{\displaystyle M\!a={v_{o} \over c}}
ahol:
- vo a közeg áramlási sebessége az objektumhoz képest
- c a hang sebessége a közegben

A Mach-számot használják mind egy objektum esetében, mely nagy sebességgel halad egy közegben, mind pedig nagy sebességű közegeknek olyan csatornákban áramlása során, mint amilyenek fúvókák, diffúzorok vagy szélcsatornák. Mivel két sebesség hányadosaként definiálták, dimenzió nélküli mennyiség. Szabványos tengerszinti adatok mellett a Mach-szám 1, ha a sebesség 1225 km/h a légkörben. Mivel a hangsebesség a hőmérséklettel nő, egy gyorsan haladó objektum tényleges sebessége Ma=1 esetén az őt körülvevő közeg hőmérsékletétől függ.
Ki lehet mutatni, hogy a Mach-szám egyúttal az inerciális erők (más néven aerodinamikai erők) és a rugalmas erők hányadosa is.
A Mach-számot Ernst Mach osztrák fizikusról és filozófusról nevezték el.

## Nagy sebességű áramlás testek körül
A nagysebességű repülést öt csoportra lehet osztani:
- Szubszonikus: Ma < 1
- Szonikus: Ma = 1
- Transzszonikus: 0,8 < Ma < 1,2
- Szuperszonikus: 1,2 < Ma < 5
- Hiperszonikus: Ma > 5

(Összehasonlításképpen az első kozmikus sebesség, vagyis az alacsony Föld körüli pályához szükséges sebesség kb. 7,5 km/s, vagyis Ma = 22,06 levegőben, tengerszinten.)
Transzszonikus sebességeknél egy tárgy körül az áramlás tartalmaz mind szub-, mint szuperszonikus területeket. A transzszonikus áramlás akkor kezdődik, amikor a sebesség növekedésekor az első Ma>1 zóna kialakul a test körül. Szárnyszelvény esetén (például egy repülőgép szárnya esetében) ez tipikusan a szárny felett kezdődik. A szuperszonikus áramlás merőleges lökéshullámmal tud lelassulni szubszonikus sebességre, ez általában a kilépőél előtt következik be (1a. ábra).
Ahogy a sebesség nő, az Ma > 1 áramlás zónája növekszik mind a belépő- mind a kilépőél felé. Amint az Ma = 1-et eléri és meghaladja, a merőleges lökéshullám eléri a kilépőélet és gyenge ferde lökéshullámmá alakul: az áramlás lelassul a lökéshullám után, de továbbra is szuperszonikus marad. Merőleges lökéshullám képződik a tárgy előtt, és az egyetlen szubszonikus zóna egy kis területre korlátozódik a tárgy belépőéle előtt. (1b. ábra)
|     |     |
| (a) | (b) |

1. ábra Mach-szám szárnyprofil körüli transzszonikus áramlás esetén; Ma<1 (a) és Ma>1 (b).
Ha egy repülőgép eléri a Mach 1-et (vagyis a hanghatárt) nagy nyomáskülönbség képződik a repülőgép előtt. Ez a hirtelen nyomáskülönbség, melyet lökéshullámnak hívnak, a repülőtől kúpalakban el-, illetve hátrafelé terjed (az úgynevezett Mach-kúpban). Ez a lökéshullám okozza a hangrobbanást, amely hallható, ha egy gyors repülőgép elhalad a fejünk felett. A repülőgépben ülő személy nem hallja. Minél nagyobb a sebesség, annál kisebb a kúp szöge (hegyesebb a kúp), Ma = 1-nél a kúp határesete sík.
Teljesen szuperszonikus sebességnél a lökéshullám felveszi kúpalakját, és vagy teljesen szuperszonikus lesz az áramlás, vagy (tompa tárgy esetén) nagyon kis szubszonikus áramlási tér marad a tárgy orra és a lökéshullám között, amelyet maga előtt kelt. (Éles tárgy esetén nincs levegő az orr és a lökéshullám között: a lökéshullám az orrnál kezdődik.)
Régen a hangsebesség elérése idején, azt hitték, hogy a hangrobbanás pont akkor és csak akkor keletkezik, amikor a repülőgép épp eléri a hangsebességet, azonban ez nem igaz. A hangsebesség felett repülő gép folyamatosan hangrobbanást kelt. A hangrobbanás azon a helyen hallható, ahol a hangsebességnél gyorsabban vagy éppen hangsebességgel repülő gép által keltett lökéshullám áthalad, elmetszi a földfelszínt vagy azt a pontot ahol a „hallgató” áll. A szuperszonikus sebességgel haladó repülő ezt a lökéshullámot mintegy „húzza” magával folyamatosan, egészen addig amíg hangsebességnél gyorsabban repül. Ebből következik, hogy a hangrobbanás a repülőgépet mintegy követi, ezért minden pillanatban más-más helyen hallható. Ezek a helyek a repülési irányt követik.
Ahogy a Mach-szám nő, a lökéshullám erősödik és a Mach-kúp egyre hegyesedik. Amint a közeg áramlása közben keresztülhalad a lökéshullámon, sebessége csökken, és hőmérséklete, nyomása és sűrűsége növekszik. Minél erősebb a lökéshullám, annál nagyobbak a változások. Elég nagy Mach-számnál a hőmérséklet-növekedés olyan nagy lehet, hogy a lökéshullám után a gázmolekulák ionizációja és disszociációja megkezdődik. Az ilyen áramlást hiperszonikusnak nevezik.
Nyilvánvaló, hogy minden objektum, amely hiperszonikus sebességgel halad, hasonló extrém hőmérsékletre hevül, mint a gáz a lökéshullám mögött, ezért a hőálló anyagok alkalmazása fontossá válik.

### A Mach-kúp nyílásszöge
{\displaystyle \sin \alpha ={\frac {c}{v_{forras}}}}

## Nagysebességű áramlás csatornában
Amint az áramlás egy csatornában meghaladja a Ma = 1-et, szuperszonikussá válik, lényeges változás következik be. A hétköznapi szemlélet azt sugallja, hogy a szűkülő csatorna-keresztmetszet növeli a sebességet, mint ahogy az a szubszonikus sebességnél meg is felel a valóságnak. Ha azonban egyszer az áramlás szuperszonikussá vált, az összefüggés a keresztmetszet és sebesség között megfordul, a táguló csatorna növeli a sebességet.
Kézenfekvő következtetés, hogy az áramlást szuperszonikus sebességre gyorsítsuk, szűkülő-bővülő csatornára van szükségünk. A csatorna szűkülő része felgyorsítja az áramlást Ma = 1-re, és a bővülő csatorna rész folytatja a gyorsítást szuperszonikus sebességig. Az ilyen fúvókát feltalálójukról Laval-fúvókának hívják.

## Műszerezés
A repülőgép Mach-mérője vagy elektronikus információs rendszere ki tudja jelezni a Mach-számot a Pitot-csőben mért torlónyomás és a statikus nyomás hányadosából számítva.
Szubszonikus sebesség esetén:
{\displaystyle {M_{a}}={\sqrt {5\left[\left({\frac {q_{c}}{p_{0}}}+1\right)^{\frac {2}{7}}-1\right]}}}
ahol
{\displaystyle q_{c}} a torlónyomás és
{\displaystyle p_{0}} a statikus nyomás.

## Külső hivatkozások
- Gas Dynamics Toolbox A Mach-számot és a merőleges lökéshullám paramétereit számítja ideális és valóságos gázok elegyére.
- NASA's page on Mach Number Mach-szám számítás.